# موندو دپورتیوو
موندو دپورتیوو (به اسپانیایی: Mundo Deportivo)(به معنی  دنیای ورزش در فارسی) یک روزنامه ی روزانه ورزشی اسپانیایی است که در بارسلون منتشر می‌شود.

## تاریخچه و مشخصات
موندو دپورتیوو برای اولین‌بار در ۱ فوریه سال ۱۹۰۶ به‌عنوان یک روزنامه هفتگی، و در سال ۱۹۲۹ به صورت روزانه منتشرشد. این روزنامه قدیمی‌ترین روزنامه ورزشی اسپانیا است که هنوز منتشر می‌شود و پس از روزنامه ایتالیایی لاگاتزتا دلو اسپورت، موندو دپورتیوو قدیمی‌ترین خبررسان ورزشی در اروپا محسوب می‌شود.
این روزنامه‌ در شهر بارسلون منتشر می‌شود و مالک فعلی‌اش گروه گودو است. این گروه هم‌چنین مالک لا ونگوردیا به حساب می‌آید.
تمرکز اصلی موندو دپورتیوو بیشتر روی اخبار و مسابقات بارسلونا است ولی هرازگاهی مسابقات لیگ بسکتبال اسپانیا، رقابت‌های جایزه بزرگ موتورسواری و فرمول یک را پوشش می‌دهد.
موندو دپورتیوو و اسپورت منابع اصلی اخبار ورزشی در کاتالونیا به حساب می‌آیند.